# Софийска филхармония
Софийската филхармония е създадена през 1893 г. като Гвардейски оркестър на Негово Височество.

## История
През 1928 г. е основан Академичният симфоничен оркестър върху основата на малкия по състав студентски оркестър на Държавната музикална академия по инициатива на Саша Попов и с подкрепата на Димитър Хаджигеоргиев. Неговата цел е популяризиране на симфоничната музика сред широк кръг слушатели. Привлечени са изтъкнати български инструменталисти. На 4 март 1929 г. се състои първият концерт. Диригент е Саша Попов, гост-диригенти на Ф. Маняни, Панчо Владигеров, Асен Найденов, Марин Големинов, Боян Икономов, Димитър Ненов. През 1934 – 1935 г. се издава списанието за музикална култура и критика „АСО“.
През 1936 Министерство на войната възлага на Саша Попов да преобразува Гвардейския оркестър в Царски военен симфоничен оркестър. Новият оркестър се състои от оркестранти от обединените Академичен симфоничен оркестър и Гвардейски оркестър на Негово Величество. Това е първият български държавен музикален институт с единствената задача да изнася симфонични концерти. До 1938 продължава да се води към Гвардейския полк. Диригент е Саша Попов. Състои се от 80 оркестранти. На 14 май 1936 г. е изнесен първият концерт. Той се състои във Военния клуб в София. През 1939 г. гостува в Италия, а през 1942 г. – в Румъния.
След 1944 г. оркестърът е реорганизиран и се казва Държавен симфоничен оркестър. Преминава към Дирекцията на радиоразпръскването при Министерството на информацията и изкуствата. Съставът му е увеличен на 110 оркестранти. Първият си концерт новият оркестър изнася на 4 януари 1945 г. в студиото на Радио София. Диригент е Атанас Маргаритов. От 1947 г. се обособява като самостоятелен институт – Българска народна филхармония, а от 1949 г. е Софийска държавна филхармония. През октомври и ноември 1954 г. се състои първата концертна обиколка на филхармонията из България. Участва във всички национални и международни музикални прояви.
Главни диригенти и диригенти на Софийската филхармония са били Саша Попов, Константин Илиев, Добрин Петков, Васил Стефанов, Васил Казанджиев, Влади Симеонов, Димитър Манолов, Йордан Дафов, Емил Табаков, Юлиян Ковачев, Мартин Пантелеев, Найден Тодоров и други. Чуждестранни диригенти са били Херман Абендрот, Курт Мазур, сър Невил Маринър, Валерий Гергиев, Генадий Рождественски, Юрий Симонов, Юрий Темирканов, Игор Маркевич, Карло Цеки, Шарл Брюк, Хайнц Бонгарц, Карел Анчерл, Витолд Ровицки, Янош Ференчик, Леополд Хагер, Дьорд Лехел, Карл Йостеррайхер, Жан-Бернар Помие, Карлхайнц Щокхаузен, Урош Лайовиц и други.
Солисти на оркестъра са били Гена Димитрова, Хосе Карерас, Пласидо Доминго, Соня Йончева, Красимира Стоянова, Веселина Кацарова, Дмитрий Шостакович, Давид Ойстрах, Святослав Рихтер, Емил Гилелс, Алексис Вайсенберг, Мстислав Ростропович, Ивон Лефебюр, Владимир Спиваков, Бернд Глемзер, Клара-Джуми Канг, Шура Черкаски, Ани Фишер, Руджеро Ричи, Юджин Истомин, Андре Навара, Филип Квинт, Димитрис Сгурос, Йозеф Паленичек, Ванда Вилкомирска, Пиер Санкан, Фредерик Геверс, Рудолф Керер, Йозеф Сук, Йоко Сато, Джон Огдън, Секейра Коста, Янош Шебещейн, Натаниел Розен, Юлиан Рахлин, Андрю Маринър, Иван Хаджийски и други.
От 1981 година част от Софийската филхармония е и основаният през 1944 година Национален филхармоничен хор „Светослав Обретенов“. 
От 2017 година ръководител на оркестъра е маестро Найден Тодоров.